# John McDougall
John McDougall (ca. 1818 - 30 de março de 1866) foi o primeiro vice-governador da Califórnia, entre 1849 até 1851 e, posteriormente, segundo governador da Califórnia, a partir 9 de janeiro de 1851 até 8 de janeiro de 1852.